# بنو ولید (یمن)
 بنو ولید  به عربی ( بنو الولید  ) دهستانی است در عزلهٔ (بلاد سارع) و أعمال محویت، از توابع استان مَحویت در کشور یمن در شبه جزیره عربستان است. 

## جمعیت
جمعیت آن (۳۳۰ ) نفر (۲۹ خانوار) می‌باشد.

## منبع
- المقحفی، ابراهیم، احمد ، (مُعجَم المُدُن وَالقَبائِل الیَمَنِیَة) ، منشورات دار الحکمة، صنعاء، چاپ پنجم، وانتشار سال ۱۹۸۵ میلادی به (عربی).